# العلاقات الأنغولية الدنماركية
العلاقات الأنغولية الدنماركية هي العلاقات الثنائية التي تجمع بين أنغولا والدنمارك.

## مقارنة بين البلدين
هذه مقارنة عامة ومرجعية للدولتين:
| وجه المقارنة                                              | أنغولا           | الدنمارك                                                     |
| --------------------------------------------------------- | ---------------- | ------------------------------------------------------------ |
| المساحة (كم2)                                             | 1.25 مليون       | 42.92 ألف                                                    |
| عدد السكان (نسمة)                                         | 29.78 مليون      | 5.79 مليون                                                   |
| الكثافة السكانية (ن./كم²)                                 | 23.82            | 134.9                                                        |
| العاصمة                                                   | لواندا           | كوبنهاغن                                                     |
| اللغة الرسمية                                             | اللغة البرتغالية | اللغة الدنماركية                                             |
| العملة                                                    | كوانزا أنغولي    | كرونة دنماركية                                               |
| الناتج المحلي الإجمالي (بليون دولار)                      | 124.21 مليار     | 324.87 مليار                                                 |
| الناتج المحلي الإجمالي (تعادل القوة الشرائية) بليون دولار | 184.83 مليار     | 278.61 مليار                                                 |
| الناتج المحلي الإجمالي الاسمي للفرد دولار أمريكي          | 4.10 ألف         | 51.99 ألف                                                    |
| الناتج المحلي الإجمالي للفرد دولار أمريكي                 |                  | 45.54 ألف                                                    |
| مؤشر التنمية البشرية                                      | 0.533            | 0.900                                                        |
| رمز المكالمات الدولي                                      | +244             | +45                                                          |
| رمز الإنترنت                                              | .ao              | .dk                                                          |
| المنطقة الزمنية                                           | ت ع م+01:00      | توقيت وسط أوروبا، ت ع م+02:00، ت ع م+01:00، أوروبا/كوبنهاجن ‏ |

## منظمات دولية مشتركة
يشترك البلدان في عضوية مجموعة من المنظمات الدولية، منها:
| علم المنظمة | اسم المنظمة                        | تاريخ انضمام أنغولا | تاريخ انضمام الدنمارك |
| ----------- | ---------------------------------- | ------------------- | --------------------- |
|             | البنك الإفريقي للتنمية             | ?                   | ?                     |
|             | منظمة الشرطة الجنائية الدولية      | ?                   | ?                     |
|             | منظمة التجارة العالمية             | ?                   | 1995                  |
|             | منظمة حظر الأسلحة الكيميائية       | ?                   | ?                     |
|             | مؤسسة التمويل الدولية              | 19 سبتمبر 1989      | 20 يوليو 1956         |
|             | يونسكو                             | 11 مارس 1977        | 4 نوفمبر 1946         |
|             | البنك الدولي للإنشاء والتعمير      | 19 سبتمبر 1989      | 30 نوفمبر 1960        |
|             | مؤسسة التنمية الدولية              | 19 سبتمبر 1989      | 30 نوفمبر 1960        |
|             | الأمم المتحدة                      | 1 ديسمبر 1976       | 24 أكتوبر 1945        |
|             | وكالة ضمان الاستثمار متعدد الأطراف | 19 سبتمبر 1989      | 12 أبريل 1988         |
|             | الاتحاد الدولي للاتصالات           | 13 أكتوبر 1976      | 1866                  |
|             | الاتحاد البريدي العالمي            | ?                   | ?                     |

## وصلات خارجية
- موقع وزارة الخارجية الأنغولية
- موقع وزارة الخارجية الدنماركية